# Ян Норбек
Ян Норбек (швед. Jan Norbäck; нар. 6 березня 1956) — колишній шведський тенісист.
Найвищу одиночну позицію світового рейтингу — 84 місце досяг 20 липня 1981 року.
Здобув 1 одиночний титул.
Найвищим досягненням на турнірах Великого шолома було 3 коло в одиночному розряді.

## Фінали Гран-прі за кар'єру

### Одиночний розряд: 1 (1–0)
| Результат | W/L | Дата     | Турнір           | Покриття | Суперник          | Рахунок  |
| --------- | --- | -------- | ---------------- | -------- | ----------------- | -------- |
| Перемога  | 1–0 | Січ 1977 | Цюрих, Швейцарія | Тверде   | Яцек Недзведзький | 7–5, 6–2 |